# I.N.C.
I.N.C. (Abkürzung für Indestructible Noise Command) ist eine US-amerikanische Thrash-Metal-Band aus Bridgeport, Connecticut, die im Jahr 1985 gegründet wurde, sich 1990 auflöste und 2010 wieder zusammenfand.

## Geschichte
Die Band wurde im Jahr 1985 von Gitarrist Erik Barath und Bassist und Sänger Dennis Gergely gegründet. Kurze Zeit später kamen Gitarrist Anthony Fabrizi und Schlagzeuger Gary Duguay zur Band und vervollständigten die Besetzung. Die Gruppe coverte anfangs Lieder von Iron Maiden und Judas Priest. Im Jahr 1986 nahm die Band ein erstes Demo mit eigenen Liedern auf und es folgten die ersten, größeren Konzerte zusammen mit Gruppen wie Exodus, Megadeth und King Diamond. Dadurch erreichte die Band einen Vertrag bei Giant Records, worüber 1987 das Debütalbum Razorback erschien. Der Veröffentlichung folgten Auftritte zusammen mit Hades, Flotsam and Jetsam, Overkill und Death. Nachdem im Jahr 1988 das zweite Album The Visitor veröffentlicht worden war, folgten weitere Auftritte, unter anderem auch als Vorgruppe für Pantera. Nachdem sich die Band von ihrem Label Giant Records getrennt hatte, löste sie sich im Jahr 1990 auf.
Im Jahr 2010 fand die Band wieder zusammen, um die EP Bleed the Line aufzunehmen, wobei der Tonträger im Frühling und Sommer desselben Jahres aufgenommen und produziert wurde. Die EP, wie auch die Single God Loves Violence, die von Fredrik Nordström produziert wurde, erschienen über das bandeigene Label M90 Records. Danach unterschrieb die Band einen Vertrag bei Rising Records, worüber im Frühling 2011 das Album Heaven Sent… Hellbound, welches ebenfalls von Nordström produziert wurde, erschien.

## Stil
Auf ihrem ersten Album Razorback spielte die Band technisch anspruchsvollen Thrash Metal, der gelegentlich an die Werke von Voivod erinnert. Auf dem zweiten Album The Visitor spielte die Band schwereren, untypischen Thrash Metal, wobei vor allem das Spiel der E-Gitarre und der Gesang als ungewöhnlich beschrieben werden. Charakteristisch war außerdem der Einsatz von teils metal-untypischen Instrumenten, wie etwa die Verwendung einer Castagnette. Auf ihrem Album Heaven Sent… Hellbound klingt die Band moderner, wobei sich die Lieder meist im Midtempo-Bereich bewegen.

## Diskografie
- Razorback (Album, 1987, Giant Records)
- The Visitor (Album, 1988, Giant Records)
- Bleed the Line (EP, 2010, M90 Records)
- God Loves Violence (Single, 2010, M90 Records)
- Heaven Sent… Hellbound (Album, 2011, Rising Records)